# Pilori de Penamacor
Le pilori de Penamacor (en portugais : Pelourinho de Penamacor) se trouve dans la freguesia de Penamacor, du concelho du même nom, dans le district de Castelo Branco, au Portugal.
Ce pilori construit en 1565 se dresse à une centaine de mètres du château de Penamacor (pt), au bord de la Rua da Misericórdia ; il est classé comme Imóvel de Interesse Público depuis 1933.

## Référence
1. ↑   (en + pt) DGPC, « Notice no 73805 », sur Património Cultural Imóvel.
2. ↑  (pt) Património Edificado : « Pelourinho », sur le site cm-penamacor.pt (consulté le 23 novembre 2017)